# Уэслей
Уэслей Раймундо Перейра да Силва, или просто Уэслей (род. 19 апреля 1972 года в Салвадоре) — бразильский футболист, выступавший на позиции нападающего. В настоящее время работает тренером «Лагарту».

## Карьера
На родине Уэслей наиболее успешно выступал за «Баию» и «Витория Салвадор». За пять сезонов в «Баии» он выиграл пять розыгрышей Лиги Баияно (1991, 1993, 1994, 1998 и 1999 год). Он выиграл ещё один титул в 1997 году, но уже в составе принципиального соперника «Баии», «Витории».
Уэслей также добился успеха в японском футболе, где он играл в течение пяти сезонов за «Нагоя Грампус», с которым в 2003 году стал лучшим бомбардиром Джей-лиги; а закончил свою карьеру в 2009 году с «Оита Тринита», с которой годом ранее выиграл Кубок Джей-лиги.
8 апреля 2011 года он вернулся в «Баию» уже не в качестве игрока. Уэслей хотел поработать с молодёжным составом клуба, а в перспективе стать профессиональным тренером.
В настоящее время он тренирует футбольный клуб «Лагарту», команда выступает в высшем дивизионе штата Сержипи.